# 리나테 공항
리나테 공항(Linate Airport, Milan Linate Airport, 밀라노 리나테 공항, IATA: LIN, ICAO: LIML)은 이탈리아에서 2번째로 큰 도시이자 최대 도심지인 밀라노의 국제공항 중 하나로, 1937년에 개항했다. 2018년 승객 수는 9,233,475명이었으며 이는 이탈리아에서 5번째로 분주한 공항을 의미한다.
활주로 길이가 2,442m로 꽤 짧은 편인지라, 이 공항에는 이탈리아 국내선과 유럽 내 국제선만 운항한다. 밀라노를 오고가는 대륙간 장거리 국제선은 밀라노 북서쪽의 바레세에 있는 밀라노 말펜사 공항에서 취급한다.